# Makenzie Vega
Makenzie Jade Vega (Los Angeles, 10 febbraio 1994) è un'attrice statunitense.

## Biografia
Nasce a Los Angeles in California da padre colombiano e madre statunitense. È la sorella minore della nota attrice Alexa Vega; attualmente Makenzie vive a Los Angeles con la madre e i vari fratelli/sorelle.

## Carriera
A 5 anni Makenzie appare come protagonista nel film The Geena Davis Show, nel 2000 prende ruolo nel film The Family Man interpretando la "preziosa" Annie, la figlia dei Campbell. L'anno successivo interpreta Chloe nel film Made - Due imbroglioni a New York, recitando accanto a Vince Vaughn, Jon Favreau e Famke Janssen. Nel 2004 interpreta nel film horror Saw - L'enigmista Diana Gordon, la figlia del Dr. Lawrence Gordon (Cary Elwes) e Alison Gordon (Monica Potter), il suo film successivo fu Sin City in cui è la giovane Nancy Callahan. Nel 2006 ha recitato nei film Baciati dalla sfortuna e X-Men - Conflitto finale. Nel 2009 entra a far parte del cast principale della serie televisiva The Good Wife nel ruolo di Grace Florrick. Ha anche interpretato "Sam" in "The Assault", film del 2014.

## Filmografia
- Dr. Quinn - Il film (Dr. Quinn Medicine Woman: The Movie), regia di James Keach - film TV (1999)
- The Family Man, regia di Brett Ratner (2000)
- Made - Due imbroglioni a New York (Made), regia di Jon Favreau (2001)
- Saw - L'enigmista (Saw), regia di James Wan (2004)
- Chestnut - Un eroe a quattro zampe (Chestnut: Hero of Central Park), regia di Robert Vince (2004)
- Sin City, regia di Frank Miller, Robert Rodriguez e Quentin Tarantino (2004)
- Baciati dalla sfortuna (Just My Luck), regia di Donald Petrie (2006)
- X-Men - Conflitto finale (X-Men: The Last Stand), regia di Brett Ratner (2006)
- Il bacio che aspettavo (In the Land of Women), regia di Jon Kasdan (2007)
- Il caso Sam, regia di Jason Winn - film TV (2014)
- Fender Bender, regia di Mark Pavia (2016)
- Pretty Little Dead Girl, regia di Daniel Gilboy - film TV (2016)
- Tomboy, regia di Lee Friedlander - film TV (2017)
- The Beach House, regia di Roger Spottiswoode – film TV (2018)
- Love, of Course, regia di Lee Friedlander - film TV (2018)
- Per un pugno di follower (InstaFame), regia di Nick Everhart (2020)

### Televisione
- The Geena Davis Show - serie TV, 22 episodi (2000-2001)
- Justice - Nel nome della legge (Justice) - serie TV, episodi 1x05-1x06 (2006)
- Ghost Whisperer - Presenze (Ghost Whisperer) - serie TV, episodio 3x09 (2007)
- E.R. - Medici in prima linea (ER) - serie TV, episodio 15x21 (2009)
- The Good Wife - serie TV, 103 episodi (2009-2016)
- Heartbeat - serie TV, 1 episodio (2016)
- Tredici - serie TV, episodi 2x09-10 (2018)

### Cortometraggi
- Code Academy, regia di Nisha Ganatra (2014)

## Doppiatrici italiane
Nelle versioni in italiano delle opere in cui ha recitato, Makenzie Vega è stata doppiata da:
- Lucrezia Marricchi in In the Land of Women - Il bacio che aspettavo
- Giulia Tarquini in Chestnut - Un eroe a quattro zampe
- Virginia Brunetti in Sin City
- Claudia Mazza in Saw - L'enigmista
- Veronica Puccio in The Good Wife
- Chiara Francese in Tomboy - Trucco d'amore